# فرودگاه برد ریور
فرودگاه برد ریور (به انگلیسی: Bird River (Lac du Bonnet) Airport) یک فرودگاه همگانی است که یک باند فرود چمن و شن دارد و طول باند آن ۱۲۹۵ متر است. این فرودگاه در کشور کانادا قرار دارد و در ارتفاع ۲۹۰ متری از سطح دریا واقع شده‌است.